# Stehanja vas
Stehanja vas este o localitate din comuna Trebnje, Slovenia, cu o populație de 50 de locuitori.